# Yến đuôi nhọn Philippine
Yến đuôi nhọn Philippine (danh pháp hai phần: Mearnsia picina) là một loài chim thuộc họ Yến (Apodidae).. Chúng là loài đặc hữu của Philippines. Môi trường sống tự nhiên của chúng là rừng đất thấp ẩm cận nhiệt đới hoặc nhiệt đới. Loài này đang trở nên hiếm do mất nơi sống.